# Japonichilo
Japonichilo és un gènere monotípic d'arnes de la família Crambidae descrit per Masao Okano el 1962. Conté només una espècie, Japonichilo bleszynskii, descrita en el mateix article, que es troba al Japó (Honshu), Xina (Sichuan, Kiangsu, Manxúria) i l'Extrem Orient Rus (Ussuri).